# Glaphyromorphus
Glaphyromorphus is een geslacht van hagedissen uit de familie skinken (Scincidae).

## Naam en indeling
De wetenschappelijke naam van de groep werd voor het eerst voorgesteld door Richard Walter Wells en Cliff Ross Wellington in 1984. Er zijn elf soorten, inclusief de pas in 2014 beschreven soorten Glaphyromorphus nyanchupinta en Glaphyromorphus othelarrni.
Een aantal soorten werden vroeger aan de niet meer erkende geslachten Hinulia en Mocoa toegewezen. Veel soorten werden tot recentelijk tot de geslachten Lygosoma en Sphenomorphus gerekend.

## Uiterlijke kenmerken
De soorten bereiken een lichaamslengte van ongeveer 5,5 tot 9,5 centimeter inclusief de staart. De staart wordt langer dan het lichaam. De lichaamskleur is bruin tot roodbruin aan de bovenzijde, vaak met een tekening van kleine donkere vlekjes aan de bovenzijde tot een donkere marmertekening. De buik en de onderzijde van de staart hebben nooit een roze tot rode kleur, dit is een verschil met veel verwante soorten skinken.
De poten zijn vrij kort maar goed ontwikkeld en hebben vijf vingers en tenen. De oogleden zijn beweeglijk en hebben geen doorzichtig venster in het midden. De gehooropeningen hebben geen lobachtige schubben aan de achterrand.

## Levenswijze
De vrouwtjes zetten bij alle soorten eieren af op de bodem. Hierin ontwikkelen embryo's zich tot volledig ontwikkelde jongen. Er is echter een opmerkelijke uitzondering, exemplaren van de soort Glaphyromorphus nigricaudis zijn levendbarend en de jongen komen volledig ontwikkeld ter wereld. Deze populatie komt voor in het zuiden van Kaap York-schiereiland. Het komt zelden voor dat binnen één soort zowel eierleggende als levendbarende vrouwtjes bestaan.

## Verspreiding en habitat
De verschillende soorten komen voor in Australië en delen van Azië in de landen Indonesië en Papoea-Nieuw-Guinea. De habitat verschilt enigszins per soort en varieert van regenwouden en vochtige bossen tot meer droge begroeide gebieden zoals graslanden, bosranden, kustduinen en rotsige kuststreken. Veel soorten schuilen tussen de bladeren in de strooisellaag en onder houtblokken.
Door de internationale natuurbeschermingsorganisatie IUCN is aan twaalf soorten een beschermingsstatus toegewezen. Alle soorten worden beschouwd als 'veilig' (Least Concern of LC).

## Soorten
Het geslacht omvat de volgende soorten, met de auteur en het verspreidingsgebied.
| Naam                         | Auteur                     | Verspreidingsgebied                                                            |
| ---------------------------- | -------------------------- | ------------------------------------------------------------------------------ |
| Glaphyromorphus clandestinus | Hoskin & Couper, 2004      | Australië (Queensland)                                                         |
| Glaphyromorphus cracens      | Greer, 1985                | Australië (Queensland)                                                         |
| Glaphyromorphus crassicaudus | Duméril & Duméril, 1851    | Australië (Queensland)                                                         |
| Glaphyromorphus darwiniensis | Storr, 1967                | Australië (Noordelijk Territorium, West-Australië)                             |
| Glaphyromorphus fuscicaudis  | Greer, 1979                | Australië (Queensland)                                                         |
| Glaphyromorphus mjobergi     | Lönnberg & Andersson, 1915 | Australië (Queensland)                                                         |
| Glaphyromorphus nigricaudis  | Macleay, 1877              | Australië (Noordelijk Territorium, Queensland), Indonesië, Papoea-Nieuw-Guinea |
| Glaphyromorphus nyanchupinta | Hoskin & Couper, 2014      | Australië (Queensland)                                                         |
| Glaphyromorphus othelarrni   | Hoskin & Couper, 2014      | Australië (Queensland)                                                         |
| Glaphyromorphus pumilus      | Boulenger, 1887            | Australië (Queensland)                                                         |
| Glaphyromorphus punctulatus  | Peters, 1871               | Australië (Queensland)                                                         |